# 世紀帝國Online
《世紀帝國Online》（英語：Age of Empires Online，簡稱）是一個免費即時戰略線上遊戲，已在2011年8月16日正式上市。由羅伯特娛樂開發，微軟發行。世紀帝國Online是由Games For Windows Live平臺提供服務，是羅伯特娛樂的第一個線上遊戲。遊戲是以免費商城制模式進行。遊戲已於2014年7月1日被完全關閉（不能再登入Games for Windows®）。

## 概述
這個遊戲是一個大型多人在线即时战略游戏。
《世紀帝國Online》與過去的系列的不同之處是當玩家離線時多人合作任務與貿易等將不會中斷。

### 文明
希臘文明與埃及文明是測試版中唯一可玩到的文明，在遊戲發行後才有可能玩到其他文明。希臘與埃及會被選中是因為「古希臘與古埃及是非常著名的文明，它們的歷史包含了許多有趣的事件與個性，這將會被人們熟悉。這個遊戲是以古老時代為主，希臘與埃及是很自然的選擇。」

### 模式
遊戲除了不同的任務，還推出了小形戰爭（遭遇戰）、同盟戰爭、PVP、5個的傳奇任務。但由於遊戲已於2014年7月1日關閉，所以不會有新的內容推出。

## 開發
世紀帝國Online是羅伯特娛樂最近開發的遊戲，也是他們的第一個線上遊戲。在宣布前，這遊戲被認為是基於最後一戰系列。Kotaku報導說這個遊戲玩起來很像世紀帝國系列。本遊戲在2011年8月16日正式發表，現在是準備上市階段。
目前羅伯特娛樂（世紀帝國原班人馬）已經退出世紀帝國Online的開發，並進行新遊戲的開發（一款動作策略遊戲，會在PC和主機上發行）。世紀帝國Online將會由Gas Powered Games接棒繼續完成。
Gas Powered Games目前正在創造新的文明和一些全新的東西。

## 遊戲語言
遊戲發行時之初，共支持6種語言分別為中文、義大利語、英語、法語、西班牙語和德語，目前已不再支持中文和義大利語。

## 遊戲伺服被微軟關閉
在2014年7月1日，微軟公司關閉世紀帝國Online。

## 外部連結
- （英文）《世紀帝國Online》官方網站
- （英文）羅伯特娛樂
- （英文）世紀帝國Online Wikia頁面
- （俄文）世紀帝國Online - 俄羅斯玩家社群網站 （页面存档备份，存于）
- （中文）世紀帝國Online新聞介紹